# Shamrock Motors

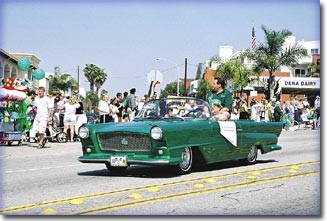
Shamrock (1959)

Die Shamrock Motors Limited war ein irischer Automobilhersteller, der von 1959 bis 1960 zunächst in Tralee im County Kerry und anschließend in Castleblayney im County Monaghan ansässig war.

## Beschreibung
Die Firma wurde von dem US-amerikanischen Geschäftsmann William K. Curtis in Tralee gegründet, aber noch vor Beginn der Fertigung nach Castleblayney verlagert. Ziel war die Produktion eines offenen Wagens zum Export in die Vereinigten Staaten.
Kurz nach Produktionsbeginn 1959 aber stellten sich die Schwächen der Konstruktion heraus: Obwohl der Wagen groß und schwer war, wurde er von dem relativ kleinen Vierzylindermotor des Austin A55 mit 1489 cm³ Hubraum und einer Leistung von 55 bhp (40 kW) angetrieben, was die Fahrleistungen beschränkte. Ein anderes Problem bestand darin, dass die Hinterräder von Karosseriepanelen verdeckt waren und nur (zum Beispiel im Falle einer Reifenpanne) abgenommen werden konnten, wenn man die Hinterachse ausbaute. Der Wagen hatte eine GFK-Karosserie mit vier Sitzplätzen und zwei Türen sowie einem abnehmbaren Hardtop. Der Radstand betrug 2487 mm.
Ursprünglich sollten bis zu 10.000 Autos pro Jahr gebaut werden, aber in den sechs Monaten bis zur Produktionseinstellung entstanden nur acht bis zehn Fahrzeuge. Nach Schließung der Fabrik wurden die übrigen Teile im nahegelegenen Lough Muckno versenkt.
Nur vier Exemplare überlebten bis heute, drei in Irland (in Killarney (Kerry), Thurles (Tipperary) und Drogheda (Louth)) und eines in den Vereinigten Staaten in Seattle (Washington) oder Reno (Nevada). Eine andere Quelle gibt an, dass noch acht Fahrzeuge existieren.